# Uddannelse
Uddannelse er et udtryk, der både benyttes om den uformelle læring af færdigheder, viden og holdninger og de uddannelsesinstitutioner, som udbyder formelle uddannelsestilbud. Det kan foregå på meget specifikke, målrettede områder, eller det kan være mere grundlæggende og mindre håndgribeligt: at få erfaring, god dømmekraft og visdom, eller med et andet ord almen dannelse.

## Forskellen mellem dannelse og uddannelse
Dannelse skal ikke forveksles med uddannelse. Forskellen fremgår tydeligt af et brev Wilhelm von Humboldt i 1809 skrev til den preussiske konge:
"Der er helt sikker viden, der skal være almen, og endnu mere en vis holdnings- og karakterdannelse, som ingen bør mangle. Enhver er åbenbart kun en god håndværker, købmand, soldat og forretningsmand, hvis han er et godt, anstændigt menneske og borger, der er oplyst i sin klasse og uanset sit særlige erhverv. Hvis skoleundervisningen giver ham, hvad der er nødvendigt hertil, erhverver han sig senere så let sit fags særlige evne og beholder altid den frihed, som så ofte sker i livet, til at gå fra den ene til den anden."
Det vil derfor være en fejlfortolkning af dannelsen at afstemme universiteterne udelukkende efter mulighederne for succes på arbejdsmarkedet. En lignende vurdering blev foretaget af John Stuart Mill i 1867:
"Den korrekte funktion af et universitet i national uddannelse er tolerabelt godt forstået. Der er i det mindste en tålelig generel enighed om, hvad et universitet ikke er. Det er ikke et sted for professionel uddannelse. Universiteter er ikke beregnet til at undervise i den viden, der kræves for at passe mænd til en særlig måde at få deres levebrød på. Deres formål er ikke at lave dygtige advokater, læger eller ingeniører, men dygtige og kultiverede mennesker."

## Den formelle uddannelse
En formel uddannelse foregår normalt i uddannelsesinstitutioner, som samfundet stiller til rådighed for borgerne, især børn og unge. Institutionerne er organiserede i uddannelsessystemet, som normalt inddeles i kategorier efter uddannelsens niveau, art og længde. En formel uddannelse har fordelen af at være rimeligt systematisk og grundig. Kritikere har altid fremhævet, at de, der sørger for uddannelsen, hvad enten det er kirken, staten eller en anden institution, næsten altid vil forsøge at danne de studerende efter egne idealer. Det er formentlig uundgåeligt, at uddannelse bliver vævet sammen med normer, men man kan kræve, at systemet vedstår sig de normer, som lægges ned i uddannelsen (i Danmark sker det f.eks. gennem skolelovens krav om opdragelse til en demokratisk holdning).

## Den uformelle læring
Den uformelle læring begynder det øjeblik, et barn fødes og fortsætter hele livet. For nogle er kampene og triumferne i det daglige liv meget mere lærerige end en formel skolegang (Eller som Mark Twain siger: "Jeg lader aldrig skolen komme i vejen for min uddannelse"). Familiemedlemmer har en stor uddannende indflydelse – ofte mere end de selv indser – selv om familiens uddannende indflydelse er meget uformel. Familiens påvirkning af et barn betegnes også som socialisering.

## Samspillet mellem undervisning og læring
Uddannelse består dels af personens egen læring og dels af den undervisning, man har modtaget. Læring vil ofte være tilfældig og interessebetonet, mens undervisning som regel er systematisk og bestemt af pligt. Det er en klassisk diskussion, om det ene eller det andet giver mest udbytte i form af et øget uddannelsesniveau, og i Danmark har modsætningerne været eksemplificeret med den sorte skole på den ene side og Grundtvig samt Kold på den anden.
I de senere år er livslang læring blevet et almindeligt anvendt begreb. Gennem kurser og efteruddannelser skal borgerne lære at omstille sig til nye krav og muligheder og herved udvikle sine kompetencer. De seneste års teknologiske udvikling indenfor bærbare apparater har også gjort, at man ikke behøver befinde sig på skolebænken for at modtage undervisning. Ofte kan uddannelsen foregå online, lige præcis når vi behøver en viden om et eller andet specielt emne.
Lignende emner.

## Kategorier
Klassisk uddannelse – Læsning – Matematik – Sprog – Videnskab – Etik – Fysisk uddannelse – Religiøs uddannelse

## Formel uddannelse
Skole – Folkeskolen – Friskole – Efterskole – Højskole – Teknisk skole – Handelsskole – Voksen Undervisningscenter – Produktionsskole – Ungdomsuddannelser – Erhvervsuddannelser – Social- og sundhedsuddannelser – Andre ungdomsuddannelser – Gymnasiale uddannelser – Gymnasium – Videregående uddannelser – Universitet.

## Uddannelsespolitik
Analfabet – Standardiserede test – Uddannelsesreform – Skolevalg – Skolebestyrelse

## Uformel uddannelse
Tidlig instruktion – Hjemmeskole – Voksen Specialundervisning Folkeoplysning Aftenskole Daghøjskole

## Teori og metoder
Uddannelsesfilosofi – Uddannelsesmetoder – Læremetoder – EMU - Danmarks undervisningsportal